# 埃布羅河

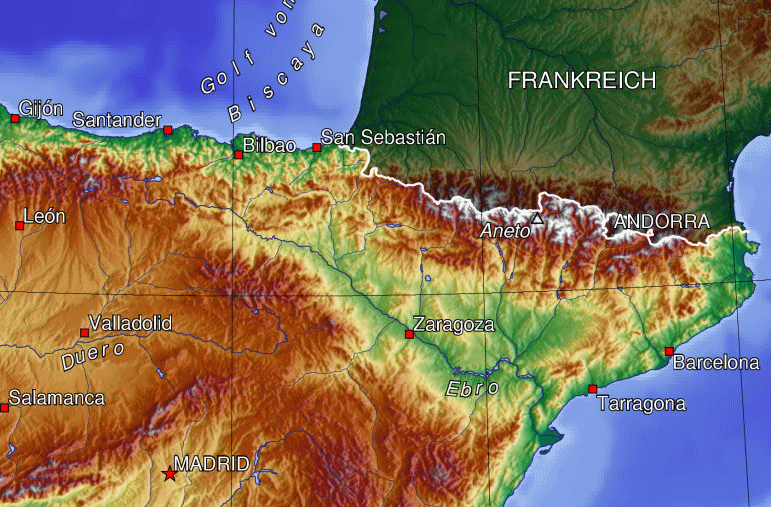
流域圖

埃布羅河（西班牙語：Ebro，西班牙語發音：[ˈeβɾo]，加泰隆尼亞語發音：[ˈeβɾə]）是伊比利半島第二長的河流（长910公里），流域面积8.5万平方公里，也是完全在西班牙境內最長的河流（更長的塔霍河下游在葡萄牙）。发源于坎塔布里亞山脈，上游水流湍急，中游进入盆地平原，流缓，多沉积，朝東南方流入地中海並形成宽广的三角洲。
歷史上是羅馬共和國和迦太基，以及查理曼帝国的西班牙邊疆區和後倭馬亞王朝的分界線。
埃布罗河在所有注入地中海的河流中长度仅次于尼罗河，排名第二位。流经坎塔布里亚、卡斯蒂利亚-莱昂、拉里奥哈、巴斯克、纳瓦拉、阿拉贡和加泰罗尼亚等7个自治区，横穿拉里奥哈首府洛格罗尼奥和阿拉贡首府萨拉戈萨两座区域中心城市。
埃布罗河的名字衍生自古地名，希腊语词源，意为河岸，拉丁化读音Íber。实际上，希腊人于公元前575年左右建立的一个重要殖民点安普利亚斯（Ampurias）就位于埃布罗河偏北稍远的位置，在今天的赫罗纳省境内。一般认为伊比利亚半岛（Iberia）的得名跟该河流颇有渊源。
在塞万提斯的《堂吉诃德》第二十九章中，堂吉诃德与他的随从桑喬也曾来到埃布罗河畔，由此演绎出一番精彩的历险故事。

## 參閱條目
- 埃布羅協議